# Последние дни Птолемея Грея
«Последние дни Птолемея Грея» (англ. The Last Days of Ptolemy Grey) — американский сериал, снятый по одноимённому роману Уолтера Мосли, премьерный показ которого проходил на Apple TV+ с 11 марта по 8 апреля 2022 года. Главную роль в нём сыграл Сэмюэл Лерой Джексон.

## Сюжет
Главный герой сериала — 90-летний всеми забытый старик, который живёт в состоянии деменции и остаётся без опекуна. Он обретает новый смысл жизни благодаря знакомству с юной Робин.

## В ролях
- Сэмюэл Лерой Джексон — Птолемей Грей
- Доминик Фишбэк — Робин
- Уолтон Гоггинс — доктор Рубин
- Марша Стефани Блейк
- Деймон Гуптон
- Синтия Макуильямс — Сенсия
- Омар Бенсон Миллер — Реджи Ллойд

## Список эпизодов
| № общий | № в сезоне | Название             | Режиссёр         | Автор сценария                 | Дата премьеры | Зрители в США (млн) |
| ------- | ---------- | -------------------- | ---------------- | ------------------------------ | ------------- | ------------------- |
| 1       | 1          | «Регги» «Reggie»     | Рамин Бахрани    | Уолтер Мосли                   | 11 марта 2022 | TBA                 |
| 2       | 2          | «Робин» «Robyn»      | Дебби Аллен      | Уолтер Мосли и Джером Харистон | 11 марта 2022 | TBA                 |
| 3       | 3          | «Сенсия» «Sensia»    | Ханель Кулпеппер | Уолтер Мосли и Джером Харистон | 18 марта 2022 | TBA                 |
| 4       | 4          | «Койдог» «Coydog»    | Гильермо Наварро | Уолтер Мосли                   | 25 марта 2022 | TBA                 |
| 5       | 5          | «Нина» «Nina»        | Гильермо Наварро | Уолтер Мосли                   | 1 апреля 2022 | TBA                 |
| 6       | 6          | «Птолемей» «Ptolemy» | Ханель Кулпеппер | Уолтер Мосли                   | 8 апреля 2022 | TBA                 |

## Создание и оценки
Проект был анонсирован в декабре 2020 года. Главная роль изначально предназначалась Сэмюэлу Джексону. В марте 2021 года Доминик Фишбэк получила роль Робин, в апреле к актёрскому коллективу присоединились Уолтон Гоггинс, Марша Стефани Блейк, Деймон Гуптон, Синтия Макуильямс и Омар Бенсон Миллер. Съёмки проходили в апреле — июне 2021 года. Режиссёрами отдельных эпизодов стали Рамин Бахрани, Дебби Аллен, Ханелла Калпепер и Гильермо Наварро.
Премьерный показ сериала проходил на Apple TV+ с 11 марта по 8 апреля 2022 года. На сайте-агрегаторе отзывов Rotten Tomatoes «Последние дни Птолемея Грея» получили рейтинг 7,1/10, на сайте Metacritic — 75 баллов из 100.